# Skop
Pour l’article homonyme, voir Skop (entreprise de sondages).
Skop est un village polonais de la voïvodie de Varmie-Mazurie, dans le powiat de Giżycko.